# Grand Prix automobile de Suisse 1954
Pour les articles homonymes, voir Grand Prix de Suisse.
GP précédent GP suivant
Le Grand Prix de Suisse 1954 (XIV Grosser Preis der Schweiz), disputé sur le circuit de Bremgarten le 22 août 1954, est la trentième-neuvième épreuve du championnat du monde de Formule 1 courue depuis 1950 et la septième manche du championnat 1954.

## Contexte avant le Grand Prix

### Le championnat du monde

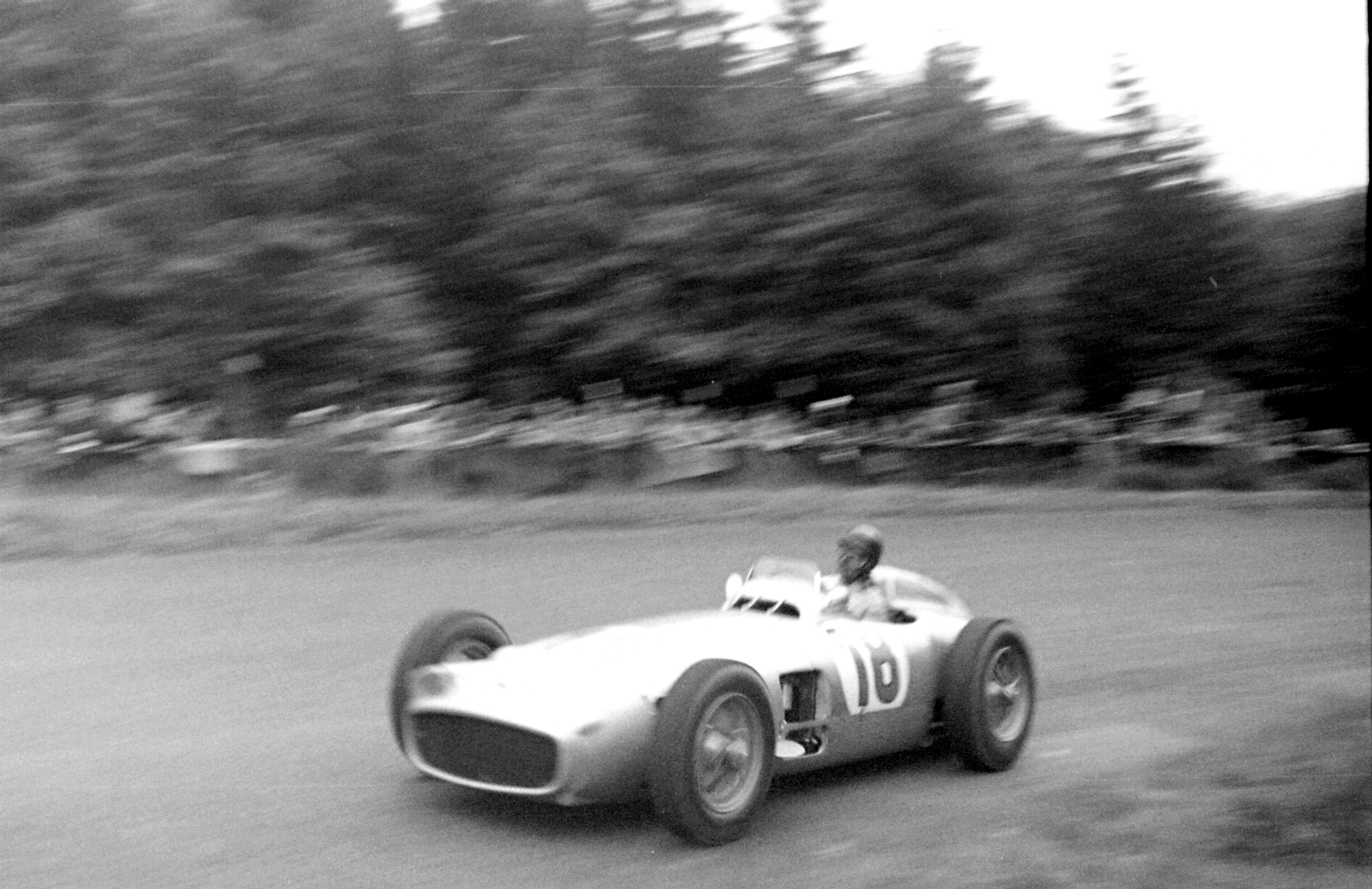
Avant le GP de Suisse, antépénultième épreuve de la saison, Fangio (vu ici au Nürburgring) est presque assuré de remporter le titre mondial.

1954 est la première année de la nouvelle réglementation de la formule 1 (moteur 2 500 cm3 atmosphérique ou 750 cm3 suralimenté, carburant libre), s'appliquant à toutes les épreuves du championnat du monde à l'exception des 500 miles d'Indianapolis, disputés selon l'ancienne formule internationale. La saison a été dominée par Juan Manuel Fangio, premier pilote de l'équipe Mercedes-Benz, qui compte déjà quatre victoires à son actif avant la manche suisse et bénéficie d'une confortable avance au classement mondial. Pour le pilote Ferrari José Froilán González, seule une série de trois victoires consécutives dans les trois épreuves restant à disputer peut lui permettre de rattraper son compatriote, mais la supériorité actuelle du tandem Fangio/Mercedes rend cette perspective très peu probable.

### Le circuit

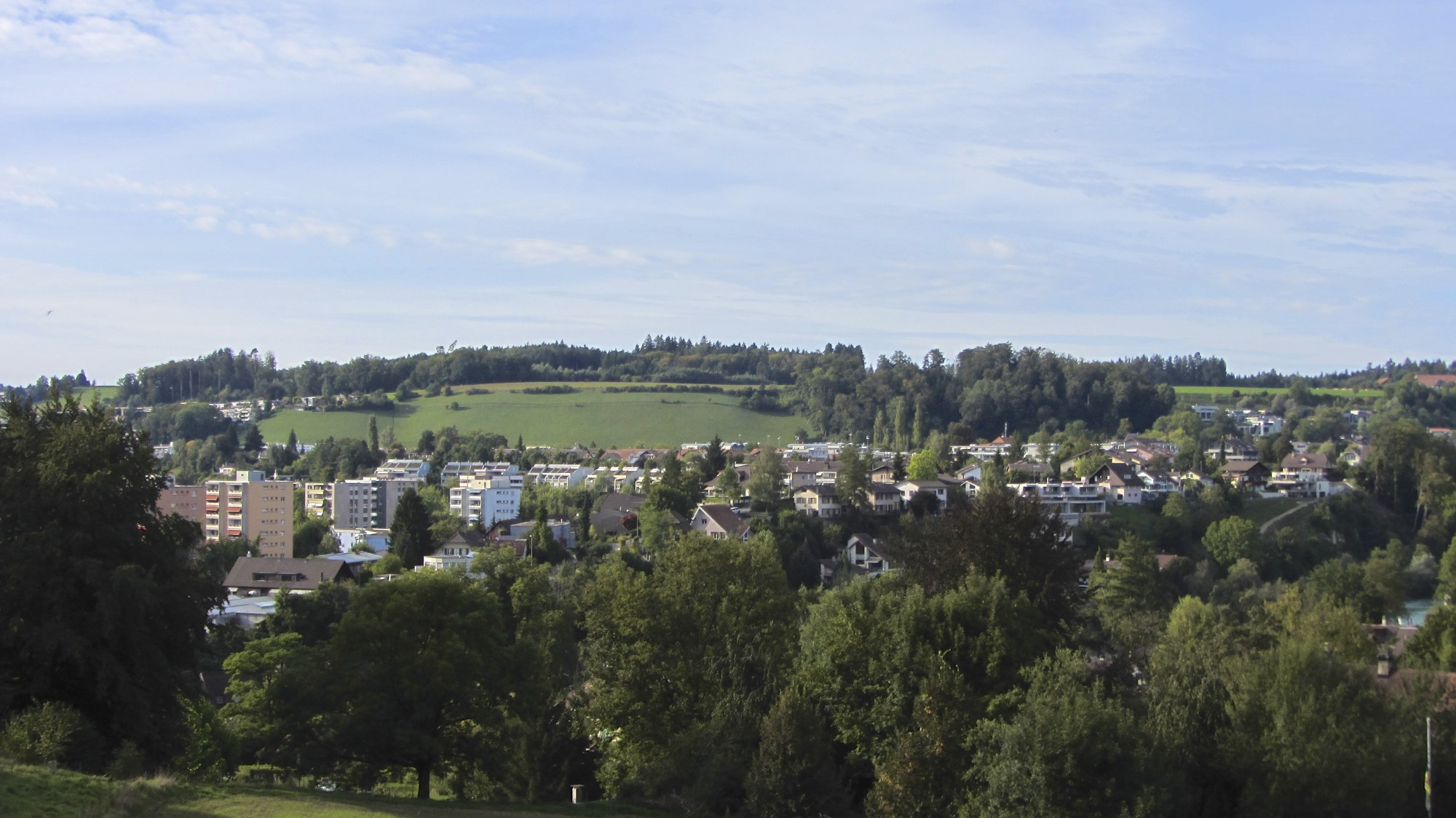
Le circuit est situé sur la commune de Bremgarten, près de Berne.

Malgré un revêtement entièrement refait l'année précédente, le rapide circuit routier de Bremgarten est l'un des plus périlleux et des plus sélectifs d'Europe. Le record officiel de la piste est toujours détenu par le champion allemand Bernd Rosemeyer, qui en 1937 réalisa en course un tour à 172,4 km/h de moyenne au volant de son Auto Union, à une époque où la piste comprenait des secteurs pavés maintenant disparus.

## Monoplaces en lice
- Ferrari 625 & 553 "Usine"

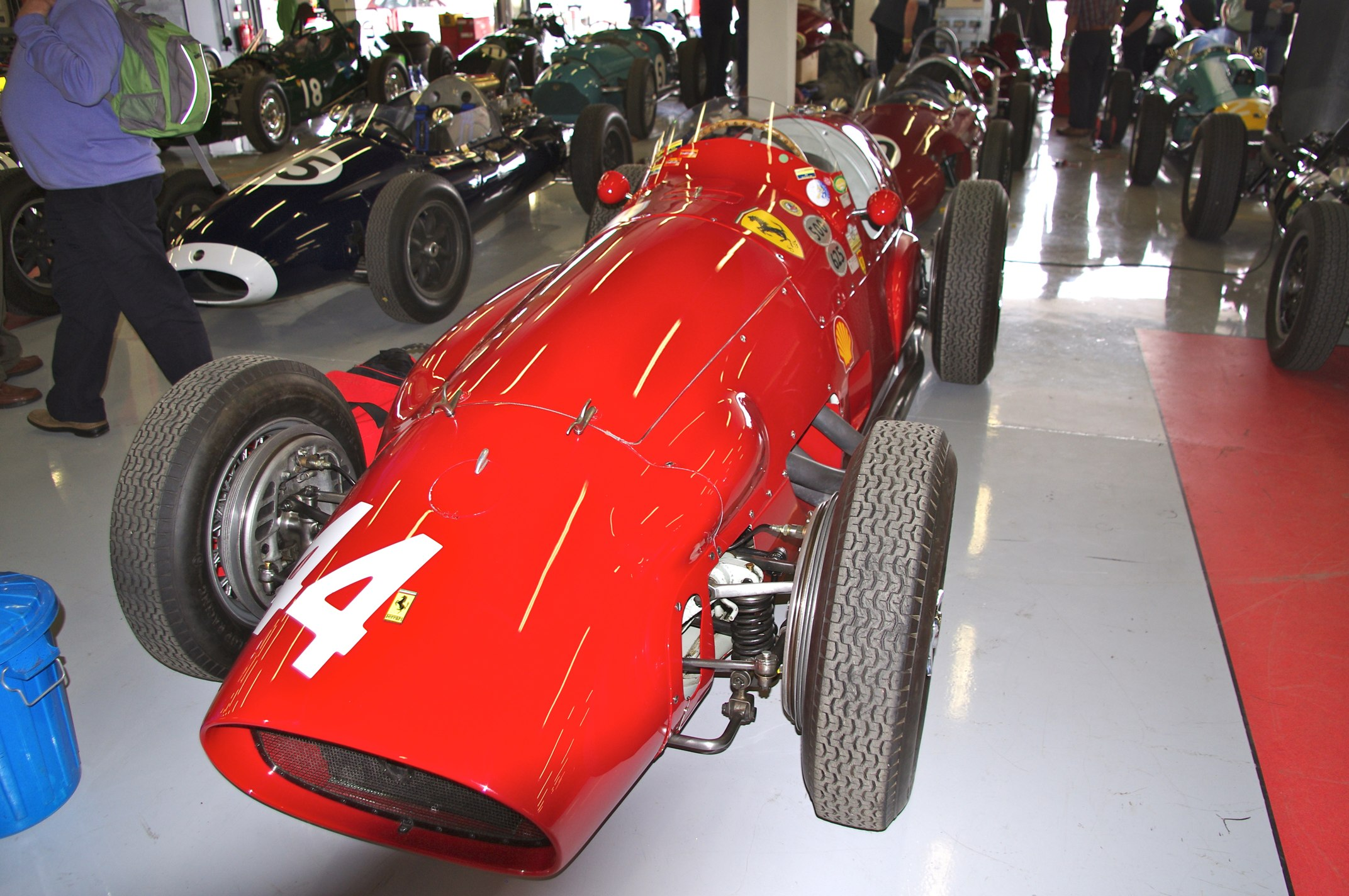
La Ferrari 625, modèle intérimaire dérivé de la 500 F2.

Après un début de saison en demi-teinte dû aux problèmes rencontrés avec la monoplace type 553, la Scuderia Ferrari a redressé la barre grâce au modèle 625, dérivé de la 500 F2 championne du monde en 1952 et 1953, équipé depuis mi-juillet du moteur de la 553 (4 cylindres, 250 chevaux à 7500 tr/min, l'ensemble pesant 630 kg). Son premier pilote Giuseppe Farina ayant été accidenté en juin, c'est désormais José Froilán González qui tient le premier rôle dans l'équipe. L'Argentin s'est imposé au Grand Prix automobile de Grande-Bretagne et occupe la seconde place du championnat du monde, très loin toutefois derrière son compatriote Juan Manuel Fangio qui est pratiquement assuré du titre. Ferrari a engagé trois 625, González étant épaulé par le Britannique Mike Hawthorn et le Français Maurice Trintignant. L'écurie a également amené deux modèles 553, le premier étant confié à Robert Manzon, le second faisant office de voiture de réserve. Auparavant pilote de l'Écurie Rosier, Manzon dispose pour la première fois d'une Ferrari F1 d'usine. En plus des voitures officielles, on note également la présence du Belge Jacques Swaters, au volant de la Ferrari 500 de l'Écurie Francorchamps.
- Maserati 250F "Usine"

L'équipe Maserati avait dominé le début de saison avec la nouvelle 250F (630 kg, moteur six cylindres en ligne développant environ 250 chevaux à 7200 tr/min), grâce à Juan Manuel Fangio (vainqueur en Argentine et en Belgique). Depuis, la situation a tristement évolué pour le constructeur de Modène : après un interim de quelques courses, Fangio court désormais pour Mercedes-Benz et Onofre Marimon, devenu premier pilote, s'est tué lors des essais du Allemagne. Stirling Moss, qui a impressionné les dirigeants de l'équipe par ses prestations au volant d'une 250F privée, dispose désormais d'un volant d'usine. Il est épaulé par Harry Schell, Sergio Mantovani et Roberto Mieres. Deux 250F privées sont également présentes, aux mains des Britanniques Roy Salvadori et Ken Wharton, la voiture de ce dernier étant équipée de freins à disques Dunlop. Également engagé sur une 250F, le vétéran suisse Emmanuel de Graffenried a finalement déclaré forfait.
- Mercedes-Benz W196 "Usine"

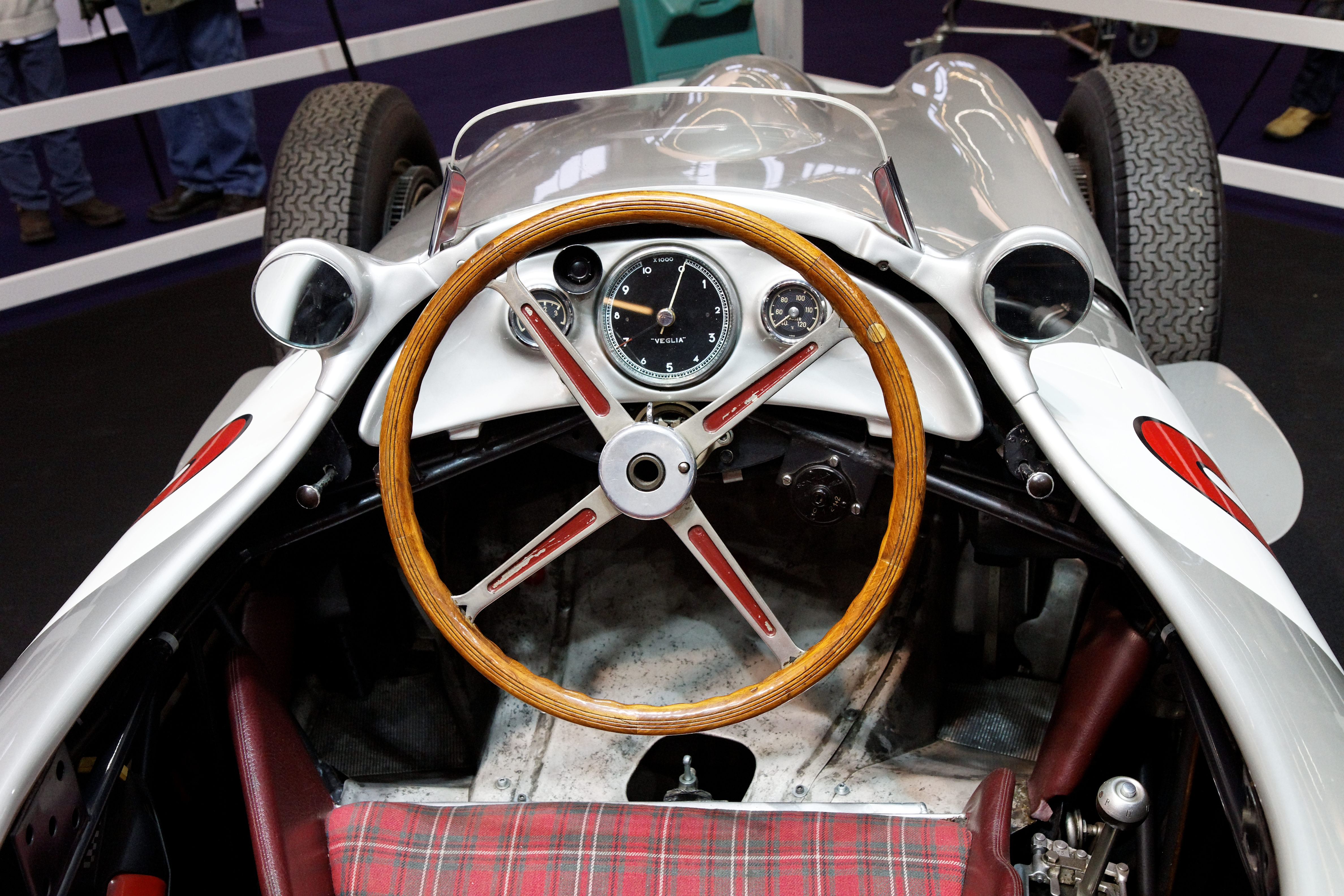
Le poste de pilotage de la Mercedes (version à carrosserie ouverte)

Le constructeur allemand, qui effectue cette saison un retour triomphal en grand prix, engage pour cette course trois W196 à carrosserie ouverte, ayant renoncé à utiliser les versions carénées sur les circuits sinueux. Elles sont pilotées par Juan Manuel Fangio, Karl Kling et Hans Herrmann. Leur moteur huit cylindres en ligne alimenté par injection directe développe 270 chevaux à 8300 tr/min. Malgré un poids relativement important (690 kg), ces puissantes monoplaces s'avèrent d'une redoutable efficacité, notamment grâce à l'utilisation d'une boîte de vitesses ZF à cinq rapports parfaitement étagés et d'imposants tambours de freins "inboard".
- Gordini T16 "Usine"

Avec très peu de moyens, Amédée Gordini maintient sa présence en grand prix, mais ses modèles T16 équipés d'un moteur six cylindres de 2,5 litres (environ 230 chevaux à 6500 tr/min) accomplissent leur troisième saison et ne voient pas souvent la ligne d'arrivée, leur maintenance se limitant au remplacement des pièces cassées. Gordini a engagé trois voitures, pilotées par Jean Behra (pilote de pointe de l'équipe), Clemar Bucci et Fred Wacker.

## Coureurs inscrits
| no | Pilote                         | Écurie                    | Constructeur  | Modèle             | Moteur           | Pneumatiques |
| -- | ------------------------------ | ------------------------- | ------------- | ------------------ | ---------------- | ------------ |
| 2  | Jacques Swaters                | Écurie Francorchamps      | Ferrari       | Ferrari 500        | Ferrari L4       | E            |
| 4  | Juan Manuel Fangio             | Daimler Benz AG           | Mercedes-Benz | Mercedes-Benz W196 | Mercedes-Benz L8 | C            |
| 6  | Hans Herrmann                  | Daimler Benz AG           | Mercedes-Benz | Mercedes-Benz W196 | Mercedes-Benz L8 | C            |
| 8  | Karl Kling                     | Daimler Benz AG           | Mercedes-Benz | Mercedes-Benz W196 | Mercedes-Benz L8 | C            |
| 10 | Jean Behra                     | Équipe Gordini            | Gordini       | Gordini T16        | Gordini L6       | E            |
| 12 | Clemar Bucci                   | Équipe Gordini            | Gordini       | Gordini T16        | Gordini L6       | E            |
| 14 | Fred Wacker                    | Équipe Gordini            | Gordini       | Gordini T16        | Gordini L6       | E            |
| 16 | Roy Salvadori                  | Gilby Engineering         | Maserati      | Maserati 250F      | Maserati L6      | D            |
| 18 | Ken Wharton                    | Owen Racing Organisation  | Maserati      | Maserati 250F      | Maserati L6      | D            |
| 20 | José Froilán González          | Scuderia Ferrari          | Ferrari       | Ferrari 625        | Ferrari L4       | P            |
| 22 | Mike Hawthorn                  | Scuderia Ferrari          | Ferrari       | Ferrari 625        | Ferrari L4       | P            |
| 24 | Robert Manzon Umberto Maglioli | Scuderia Ferrari          | Ferrari       | Ferrari 553        | Ferrari L4       | P            |
| 26 | Maurice Trintignant            | Scuderia Ferrari          | Ferrari       | Ferrari 625        | Ferrari L4       | P            |
| 28 | Sergio Mantovani               | Officine Alfieri Maserati | Maserati      | Maserati 250F      | Maserati L6      | P            |
| 30 | Roberto Mieres                 | Officine Alfieri Maserati | Maserati      | Maserati 250F      | Maserati L6      | P            |
| 32 | Stirling Moss                  | Officine Alfieri Maserati | Maserati      | Maserati 250F      | Maserati L6      | P            |
| 34 | Harry Schell                   | Officine Alfieri Maserati | Maserati      | Maserati 250F      | Maserati L6      | P            |
| 36 | Emmanuel de Graffenried        | Écurie Burano             | Maserati      | Maserati 250F      | Maserati L6      | P            |

## Qualifications
Les séances qualificatives se déroulent les vendredi et samedi précédant la course. Lors de la première journée, le ciel est couvert et la session se déroule sur piste humide. Dans ces conditions, les temps au tour des formules 1 sont à peine meilleurs que ceux réalisés l'année précédente avec des formules 2. Les Argentins José Froilán González (Ferrari) et Juan Manuel Fangio (Mercedes) dominent nettement leurs adversaires, González prenant finalement le meilleur sur son compatriote pour deux dixièmes de seconde. Troisième, le jeune Britannique Stirling Moss est à près de deux secondes au volant de sa Maserati. Sur cette piste piégeuse, Robert Manzon est sorti violemment de la piste, détruisant la Ferrari 553 d'usine qui venait de lui être confiée. Avec plusieurs côtes cassées, il ne pourra participer à l'épreuve, et c'est l'Italien Umberto Maglioli qui va le remplacer, au volant de la Ferrari Squalo de réserve.
Le samedi, la séance se déroule sur une piste détrempée et aucun pilote n'améliore son temps. C'est Moss qui se montre le plus rapide de la journée, démontrant le potentiel de la Maserati et des pneus Pirelli sur le mouillé. Grâce à son chrono du vendredi, González obtient la pole position, partageant la première ligne avec Fangio et Moss.

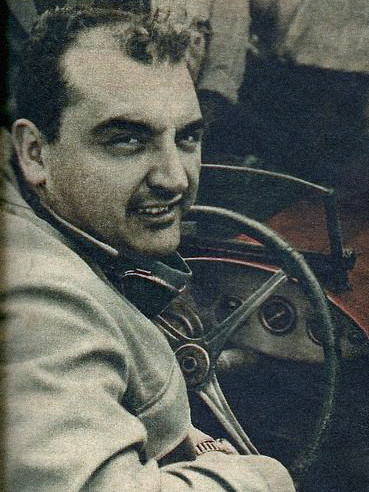
Pour deux dixièmes de seconde, l'Argentin José Froilán González s'adjuge la pole position.

| Pos. | no | Pilote                | Écurie        | Temps        | Écart    |
| ---- | -- | --------------------- | ------------- | ------------ | -------- |
| 1    | 20 | José Froilán González | Ferrari       | 2 min 39 s 5 |          |
| 2    | 4  | Juan Manuel Fangio    | Mercedes-Benz | 2 min 39 s 7 | + 0 s 2  |
| 3    | 32 | Stirling Moss         | Maserati      | 2 min 41 s 4 | + 1 s 9  |
| 4    | 26 | Maurice Trintignant   | Ferrari       | 2 min 41 s 7 | + 2 s 2  |
| 5    | 8  | Karl Kling            | Mercedes-Benz | 2 min 41 s 9 | + 2 s 4  |
| 6    | 22 | Mike Hawthorn         | Ferrari       | 2 min 43 s 2 | + 3 s 7  |
| 7    | 6  | Hans Herrmann         | Mercedes-Benz | 2 min 45 s 0 | + 5 s 5  |
| 8    | 18 | Ken Wharton           | Maserati      | 2 min 46 s 2 | + 6 s 7  |
| 9    | 28 | Sergio Mantovani      | Maserati      | 2 min 56 s 9 | + 17 s 4 |
| 10   | 12 | Clemar Bucci          | Gordini       | 3 min 04 s 1 | + 24 s 6 |
| 11   | 24 | Umberto Maglioli      | Ferrari       | 3 min 08 s 2 | + 28 s 7 |
| 12   | 30 | Roberto Mieres        | Maserati      | 3 min 09 s 3 | + 29 s 8 |
| 13   | 34 | Harry Schell          | Maserati      | 3 min 12 s 1 | + 32 s 6 |
| 14   | 10 | Jean Behra            | Gordini       | 3 min 16 s 4 | + 36 s 9 |
| 15   | 14 | Fred Wacker           | Gordini       | 3 min 20 s 3 | + 40 s 8 |
| 16   | 24 | Jacques Swaters       | Ferrari       | 3 min 20 s 4 | + 40 s 9 |

## Grille de départ du Grand Prix
| 1re ligne | Pos. 3                        |                                  | Pos. 2                              |                                  | Pos. 1                        |
|           | Moss Maserati 2 min 41 s 4    |                                  | Fangio Mercedes-Benz 2 min 39 s 7   |                                  | González Ferrari 2 min 39 s 5 |
| 2e ligne  |                               | Pos. 5                           |                                     | Pos. 4                           |                               |
|           |                               | Kling Mercedes-Benz 2 min 41 s 9 |                                     | Trintignant Ferrari 2 min 41 s 7 |                               |
| 3e ligne  | Pos. 8                        |                                  | Pos. 7                              |                                  | Pos. 6                        |
|           | Wharton Maserati 2 min 46 s 2 |                                  | Herrmann Mercedes-Benz 2 min 45 s 0 |                                  | Hawthorn Ferrari 2 min 43 s 2 |
| 4e ligne  |                               | Pos. 10                          |                                     | Pos. 9                           |                               |
|           |                               | Bucci Gordini 3 min 04 s 1       |                                     | Mantovani Maserati 2 min 56 s 9  |                               |
| 5e ligne  | Pos. 13                       |                                  | Pos. 12                             |                                  | Pos. 11                       |
|           | Schell Maserati 3 min 12 s 1  |                                  | Mieres Maserati 3 min 09 s 3        |                                  | Maglioli Ferrari 3 min 08 s 2 |
| 6e ligne  |                               | Pos. 15                          |                                     | Pos. 14                          |                               |
|           |                               | Wacker Gordini 3 min 20 s 3      |                                     | Behra Gordini 3 min 16 s 4       |                               |
| 7e ligne  |                               |                                  | Pos. 16                             |                                  |                               |
|           |                               |                                  | Swaters Ferrari 3 min 20 s 4        |                                  |                               |

## Déroulement de la course
Le départ de la course est donné sous un temps couvert, la piste étant pratiquement sèche. Les Mercedes de Juan Manuel Fangio et de Karl Kling effectuent un démarrage parfait, devançant la Ferrari de José Froilán González et la Maserati de Stirling Moss. Fangio repasse le premier devant les tribunes, avec un léger avantage sur González et Moss qui ont débordé Kling. Viennent ensuite Maurice Trintignant (Ferrari), Ken Wharton (très bien parti sur sa Maserati) et Jean Behra (Gordini), également auteur d'un très bon départ depuis l'avant-dernière ligne. Au cours du second tour, alors que Fangio accentue son avance, Kling effectue un tête-à-queue et cale son moteur. Il parvient à redémarrer, reprenant la piste en dernière position. Auteur d'un départ assez moyen, le ferrariste Mike Hawthorn se montre très rapide en piste en ce début de course : huitième à l'issue du premier tour, il est cinquième à la fin du second, ayant dépassé Wharton et Behra en plus du malheureux Kling. Au suivant, Moss prend le meilleur sur González tandis qu'Hawthorn dépasse son coéquipier Trintignant et qu'Hans Herrmann (Mercedes) remonte à la sixième place, ayant doublé Wharton et Behra. Les tours suivants, Fangio augmente progressivement son avance sur Moss, alors qu'Hawthorn comble peu à peu son retard sur González. Peu avant le quinzième tour, Moss voit sa pression d'huile chuter, et doit lever le pied. Au seizième tour, Hawthorn dépasse son coéquipier González ; au suivant, profitant des ennuis de Moss, il s'empare de la seconde place. Moss, essayant de ménager son moteur, se fait bientôt déborder par González, mais il ne peut continuer longtemps ainsi et abandonne quelques tours plus tard, pompe à huile hors d'usage. Dans un premier temps, Hawthorn parvient à tenir le rythme de Fangio, mais le champion argentin accélère alors la cadence et accentue son avance sur le Britannique. Ce dernier va d'ailleurs rapidement connaître des ennuis d'alimentation, qui vont le contraindre à s'arrêter au stand. González récupère la deuxième place, mais il se trouve alors à une vingtaine de secondes de Fangio, qui continue à tenir un rythme très soutenu. Derrière les deux pilotes argentins, Trintignant occupe désormais la troisième place à environ une minute du leader, devant Herrmann et Kling, ce dernier ayant effectué une spectaculaire remontée après son tête-à-queue. Retardé par son arrêt, Hawthorn est sixième, il va abandonner peu après, pompe à essence cassée.
À la mi-course, Fangio ne parait pas en mesure d'être inquiété pour la victoire, maintenant son compatriote González à distance respectable. Poursuivant sa remontée, Kling a dépassé Herrmann et se rapproche de Trintignant. La lutte pour la troisième place n'aura cependant pas lieu, Trintignant devant abandonner au trente-quatrième tour sur panne moteur. Fangio, qui vient de s'adjuger le record du tour, commence à ralentir légèrement sa cadence, se contentant de gérer son avance. Son coéquipier Kling ne profite pas longtemps de sa troisième place, sa pompe à essence cédant au trente-neuvième tour. La fin de course va s'avérer monotone, les positions étant désormais acquises, et Fangio emporte une nouvelle victoire qui lui assure son deuxième titre de champion du monde. Second, González est le seul à terminer dans le même tour que le vainqueur. Auteur d'une course très régulière, Herrmann obtient une probante troisième place.

### Classements intermédiaires
Classements intermédiaires des monoplaces aux premier, deuxième, sixième, dixième, vingtième, trentième et quarante-cinquième tours.

### Classement de la course
| Pos  | no | Pilote                | Voiture       | Tours | Temps/Abandon                 | Grille | Points |
| ---- | -- | --------------------- | ------------- | ----- | ----------------------------- | ------ | ------ |
| 1    | 4  | Juan Manuel Fangio    | Mercedes-Benz | 66    | 3 h 00 min 34 s 5             | 2      | 9      |
| 2    | 20 | José Froilán González | Ferrari       | 66    | 3 h 01 min 32 s 3 (+ 57 s 8)  | 1      | 6      |
| 3    | 6  | Hans Herrmann         | Mercedes-Benz | 65    | 3 h 02 min 31 s 6 (+ 1 tour)  | 7      | 4      |
| 4    | 30 | Roberto Mieres        | Maserati      | 64    | 3 h 00 min 57 s 7 (+ 2 tours) | 12     | 3      |
| 5    | 28 | Sergio Mantovani      | Maserati      | 64    | 3 h 01 min 52 s 6 (+ 2 tours) | 9      | 2      |
| 6    | 18 | Ken Wharton           | Maserati      | 64    | 3 h 02 min 30 s 4 (+ 2 tours) | 8      |        |
| 7    | 24 | Umberto Maglioli      | Ferrari       | 61    | 3 h 01 min 11 s 2 (+ 5 tours) | 11     |        |
| 8    | 2  | Jacques Swaters       | Ferrari       | 58    | 3 h 00 min 41 s 7 (+ 8 tours) | 16     |        |
| Abd. | 8  | Karl Kling            | Mercedes-Benz | 38    | Distribution d'essence        | 5      |        |
| Abd. | 26 | Maurice Trintignant   | Ferrari       | 33    | Moteur                        | 4      |        |
| Abd. | 22 | Mike Hawthorn         | Ferrari       | 30    | Fuite d'huile                 | 6      |        |
| Abd. | 34 | Harry Schell          | Maserati      | 23    | Pompe à huile                 | 13     |        |
| Abd. | 32 | Stirling Moss         | Maserati      | 21    | Pompe à huile                 | 3      |        |
| Abd. | 14 | Fred Wacker           | Gordini       | 10    | Transmission                  | 15     |        |
| Abd. | 10 | Jean Behra            | Gordini       | 8     | Embrayage                     | 14     |        |
| Abd. | 12 | Clemar Bucci          | Gordini       | 0     | Pompe à essence               | 10     |        |
| Np.  | 24 | Robert Manzon         | Ferrari       |       | Accident aux essais           |        |        |

### Pole position et record du tour
- Pole position :  José Froilán González en 2 min 39 s 5 (vitesse moyenne : 164,313 km/h). Temps réalisé lors de la séance qualificative du vendredi 20 août[5].
- Meilleur tour en course :  Juan Manuel Fangio en 2 min 39 s 7 (vitesse moyenne : 164,108 km/h) au trente-quatrième tour.

#### Évolution du record du tour en course
Le record du tour fut amélioré dix fois au cours de l'épreuve, révélant l'intensité de la lutte en tête dans la première partie de la course.

### Tours en tête
- Juan Manuel Fangio : 66 tours (1-66)

## Classement général à l'issue de la course
- attribution des points : 8, 6, 4, 3, 2 respectivement aux cinq premiers de chaque épreuve et 1 point supplémentaire pour le pilote ayant accompli le meilleur tour en course (signalé par un astérisque). En Grande-Bretagne, le meilleur tour a été accompli par sept pilotes, crédités chacun de 0,14 point (un septième).
- Le règlement permet aux pilotes de se relayer sur une même voiture, les points éventuellement acquis étant alors partagés. Troy Ruttman et Duane Carter marquent chacun un point et demi pour leur quatrième place à Indianapolis, Mike Hawthorn et José Froilán González marquent chacun un point et demi pour leur quatrième place en Belgique et trois pour leur seconde place en Allemagne.
- Seuls les cinq meilleurs résultats sont comptabilisés. Juan Manuel Fangio doit donc décompter les 3,14 points acquis en Grande-Bretagne.
- Sur dix épreuves qualificatives prévues pour le championnat du monde 1954, neuf seront effectivement courues, le Grand Prix des Pays-Bas, programmé le 6 juin[9], ayant été annulé.

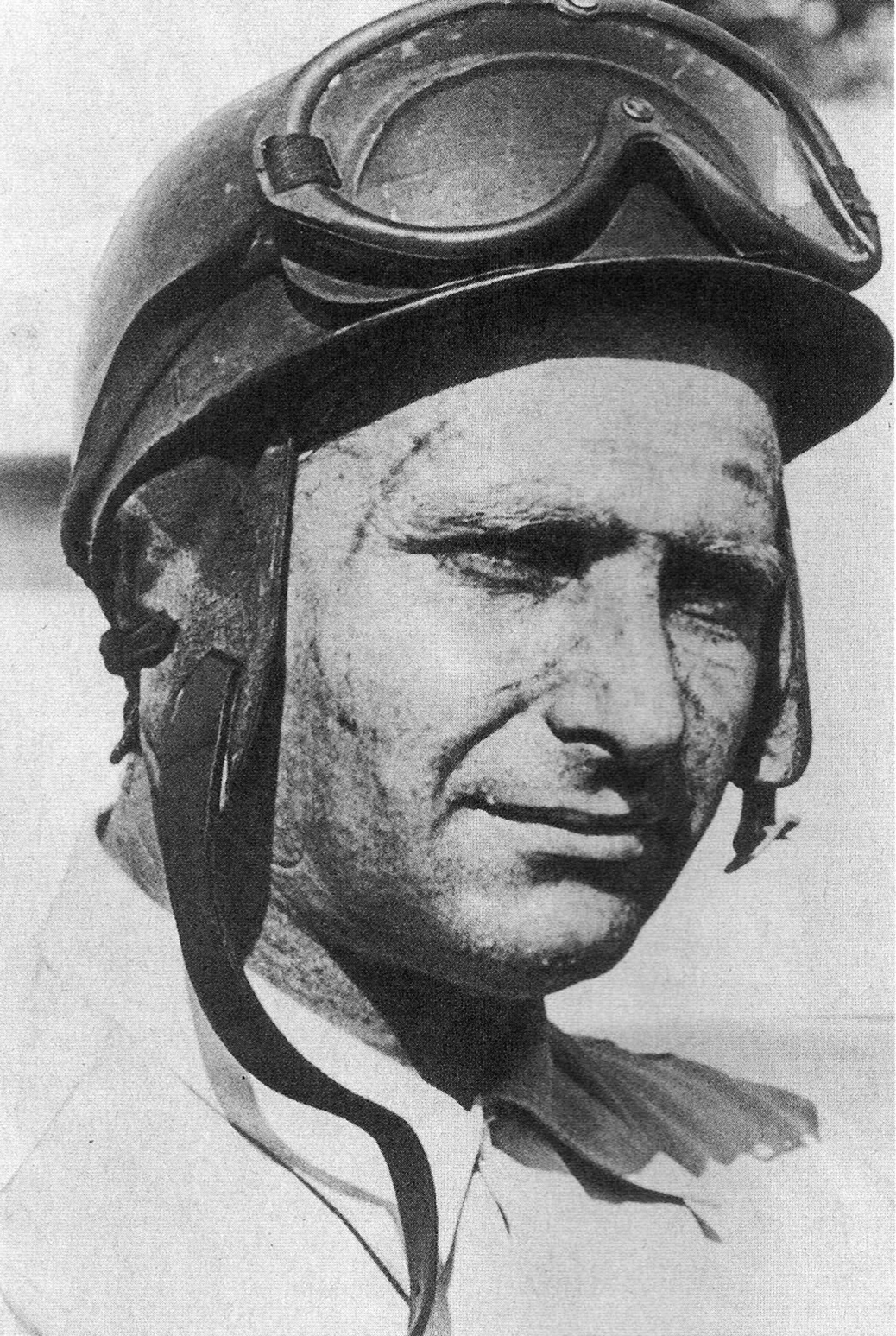
Grâce à sa victoire en Suisse, Fangio est assuré du titre de champion du monde 1954, alors que deux épreuves restent encore à disputer.

| Pos. | Pilote                | Écurie                   | Points     | ARG | 500 | BEL | FRA | GBR     | ALL | SUI | ITA | ESP |
| ---- | --------------------- | ------------------------ | ---------- | --- | --- | --- | --- | ------- | --- | --- | --- | --- |
| 1    | Juan Manuel Fangio    | Maserati & Mercedes-Benz | 42 (45,14) | 8   | -   | 9*  | 8   | (3,14*) | 8   | 9*  |     |     |
| 2    | José Froilán González | Ferrari                  | 23,64      | 5*  | -   | 1,5 | -   | 8,14*   | 3   | 6   |     |     |
| 3    | Maurice Trintignant   | Ferrari                  | 15         | 3   | -   | 6   | -   | 2       | 4   | -   |     |     |
| 4    | Mike Hawthorn         | Ferrari                  | 10,64      | -   | -   | 1,5 | -   | 6,14*   | 3   | -   |     |     |
| 5    | Karl Kling            | Mercedes-Benz            | 10         | -   | -   | -   | 6   | -       | 4*  | -   |     |     |
| 6    | Bill Vukovich         | Kurtis Kraft             | 8          | -   | 8   | -   | -   | -       | -   | -   |     |     |
| 7    | Giuseppe Farina       | Ferrari                  | 6          | 6   | -   | -   | -   | -       | -   | -   |     |     |
|      | Jimmy Bryan           | Kuzma                    | 6          | -   | 6   | -   | -   | -       | -   | -   |     |     |
| 9    | Jack McGrath          | Kurtis Kraft             | 5          | -   | 5*  | -   | -   | -       | -   | -   |     |     |
|      | Hans Herrmann         | Mercedes-Benz            | 5          | -   | -   | -   | 1*  | -       | -   | 4   |     |     |
| 11   | Stirling Moss         | Maserati                 | 4,14       | -   | -   | 4   | -   | 0,14*   | -   | -   |     |     |
|      | Onofre Marimon        | Maserati                 | 4,14       | -   | -   | -   | -   | 4,14*   | -   | -   |     |     |
| 13   | Robert Manzon         | Ferrari                  | 4          | -   | -   | -   | 4   | -       | -   | -   |     |     |
|      | Sergio Mantovani      | Maserati                 | 4          | -   | -   | -   | -   | -       | 2   | 2   |     |     |
| 15   | Prince Bira           | Maserati                 | 3          | -   | -   | -   | 3   | -       | -   | -   |     |     |
|      | Roberto Mieres        | Maserati                 | 3          | -   | -   | -   | -   | -       | -   | 3   |     |     |
| 17   | Élie Bayol            | Gordini                  | 2          | 2   | -   | -   | -   | -       | -   | -   |     |     |
|      | Mike Nazaruk          | Kurtis Kraft             | 2          | -   | 2   | -   | -   | -       | -   | -   |     |     |
|      | André Pilette         | Gordini                  | 2          | -   | -   | 2   | -   | -       | -   | -   |     |     |
|      | Luigi Villoresi       | Maserati                 | 2          | -   | -   | -   | 2   | -       | -   | -   |     |     |
| 21   | Troy Ruttman          | Kurtis Kraft             | 1,5        | -   | 1,5 | -   | -   | -       | -   | -   |     |     |
|      | Duane Carter          | Kurtis Kraft             | 1,5        | -   | 1,5 | -   | -   | -       | -   | -   |     |     |
| 23   | Alberto Ascari        | Maserati                 | 0,14       | -   | -   | -   | -   | 0,14*   | -   | -   |     |     |
|      | Jean Behra            | Gordini                  | 0,14       | -   | -   | -   | -   | 0,14*   | -   | -   |     |     |

## À noter
- 12e victoire en championnat du monde pour Juan Manuel Fangio.
- 3e victoire en championnat du monde pour Mercedes en tant que constructeur.
- 3e victoire en championnat du monde pour Mercedes en tant que motoriste.
- À l'issue de cette course Juan Manuel Fangio est sacré Champion du Monde des pilotes.
- Conséquence de la catastrophe des 24 heures du Mans 1955, ce Grand Prix sera la dernière compétition de Formule 1 en Suisse, le gouvernement ne voulant plus de course automobile sur circuit sur son territoire. Ainsi, les 15e et 16e éditions du Grand Prix de Suisse ne seront organisée qu'en 1975 (hors championnat) et 1982, en France, sur le circuit de Dijon-Prenois.